# Minuskuł 569 (Gregory-Aland)
Minuskuł 569 (wedle numeracji Gregory-Aland), A151 (w numeracji von Sodena) – rękopis Nowego Testamentu z tekstem czterech Ewangelii, pisany minuskułą na pergaminie w języku greckim. Według kolofonu został sporządzony w roku 1061. Na liście Scrivenera rękopis znajduje się pod numerem 475. Rękopis zachował się w całości, od czasu wywiezienia z Warszawy Biblioteki Załuskich przechowywany jest w Petersburgu. Jest rzadko cytowany we współczesnych wydaniach greckiego  Nowego Testamentu.

## Opis rękopisu
Kodeks składa się z 358 pergaminowych kart o rozmiarach 26,2 na 19,3 cm. Zawiera pełny tekst czterech Ewangelii z patrystycznym komentarzem otaczającym tekst biblijny z kilku stron (kateny); w Ewangelii Marka komentarz jest autorstwa Wiktoryna. Występuje ponadto materiał pozabiblijny, księgi liturgiczne z żywotami świętych: Synaksarion i Menologion oraz list Izydora z Sewilli.
Tekst czterech Ewangelii pisany jest jedną kolumną na stronę, 14 linii w kolumnie dla tekstu ewangelicznego i 51 linii dla tekstu komentarza. Inicjały są koloru złotego albo w innych barwach. Nagłówki każdej z Ewangelii pisane są uncjałą i dekorowane są w czterech kolorach. Zastosowano przydechy i akcenty, znak zapytania, często stosowane są skróty. Kodeks zawiera błędy itacyzmu, iota adscriptum (rodzajnik dla datiwu pisany bywa w formie τῶι a nie τῷ). Unika hiatusu (np. ἐγέννησε τὸν), często stosuje skróty.
Tekst dzielony jest według rozdziałów (gr. κεφαλαια), których numery umieszczone zostały na marginesie tekstu, a ich tytuły (τιτλοι) w górnym marginesie. Ponadto przed każdą Ewangelią umieszczono tablice κεφαλαια (spis treści).
Zawiera ornamentowane tablice Euzebiusza, „hypothesis” (tj. wyjaśnienie zastosowania Kanonów Euzebiusza), Prolegomenę, noty do czytań liturgicznych (na marginesie tekstu biblijnego), portrety czterech ewangelistów przed każdą z Ewangelii. Na końcu każdej Ewangelii w subscriptio podana została liczba στιχοι (stychów). Rękopis zawiera ponadto dodatkowy materiał autorstwa Epifaniusza (folios 357-358).

## Tekst kodeksu
Grecki tekst kodeksu przekazuje tekst bizantyński. Gregory oceniał, że niektóre jego warianty są godne uwagi. Kurt Aland nie zaklasyfikował go do żadnej kategorii rękopisów Nowego Testamentu.
Według tzw. Claremont Profile Method (metoda wielokrotnych wariantów), badającej tylko trzy rozdziały w Ewangelii Łukasza (1; 10; 20), należy do tej samej rodziny tekstualnej co rękopisy Kodeks Kampiański i 27. Grupa oznaczana jest symbolem M27 (symbole wiodących rękopisów tej grupy).

## Historia
Wedle kolofonu rękopis został sporządzony 1 listopada 1061 roku przez nieznanego skrybę. Bułgarski kapłan Eugenius odnotował na folio 5 recto kodeksu, że w 1757 roku rękopis został zakupiony od mnicha Sofroniusza w zamian za obietnicę wzniesienia kaplicy ku czci św. Spyridona w klasztorze św. Pawła w Bułgarii. Tekst adnotacji Eugeniusa:

Ἔτει αψνξ (1757) ἀπὸ χριστοῦ τήνδε τὴν βίβλον ἐκτησάμην ἀντ’ αὐτης οἰκοδομἦσαι ὑποσχόμενος τῷ δόντι μοι αὐτὴν Σοφρονίῳ ἱερομονάχῳ παρακκλ..... ἐν τῇ κέλλῃ αὐτοῦ τῇ κατὰ τὴν ..... τοῦ ἁγίου Παύλου ἐπονόματι τοῦ θαυματόυργου Σπυρίδωνος Εὐγένιος ἱεροδίακονος ὁ Βόλγαρις.

De Muralt, Scrivener oraz Gregory wskazywali na rok 1062 jako rok powstania kodeksu. Dzisiaj (pocz. XXI w.) wskazywany jest raczej roku 1061.
Nabywca kodeksu jest nieznany. Kodeks znalazł się później wśród zbiorów Biblioteki Załuskich. W 1794 lub 1795 roku rękopis kodeksu został ukradziony przez Rosjan i na polecenie carycy Katarzyny II wywieziony do Petersburga. Został skatalogowany przez rosyjskiego bibliotekarza Piotra Dubrowskiego i od 1805 roku przechowywany jest w Imperialnej Bibliotece Publicznej w Petersburgu (dzisiaj Rosyjska Biblioteka Narodowa), pod numerem katalogowym Gr. 72.
Rękopis był badany przez paleografa Eduarda de Muralt (wraz z kodeksami: 565-566, 568, 570-572, 574, 575, 1567 – według numeracji Gregory-Aland), który sporządził pierwszy jego opis, jednak bez cytowania jakichkolwiek jego wariantów tekstowych i bez oceny jego tekstu. W 1966 roku rękopis był bardziej szczegółowo badany przez Kurta Treua, na potrzeby krytyki tekstu Nowego Testamentu.
Rękopis umieszczony został na liście rękopisów Nowego Testamentu Scrivenera pod numerem 475, Gregory nadał mu numer 569.
W krytycznych wydaniach greckiego Nowego Testamentu jest rzadko cytowany. Był cytowany w UBS3, UBS4 nie cytuje go. Rękopis dostępny jest w zdigitalizowanej formie na stronie Instytutu Badań Tekstu Nowego Testamentu.